# ماریون اپلی

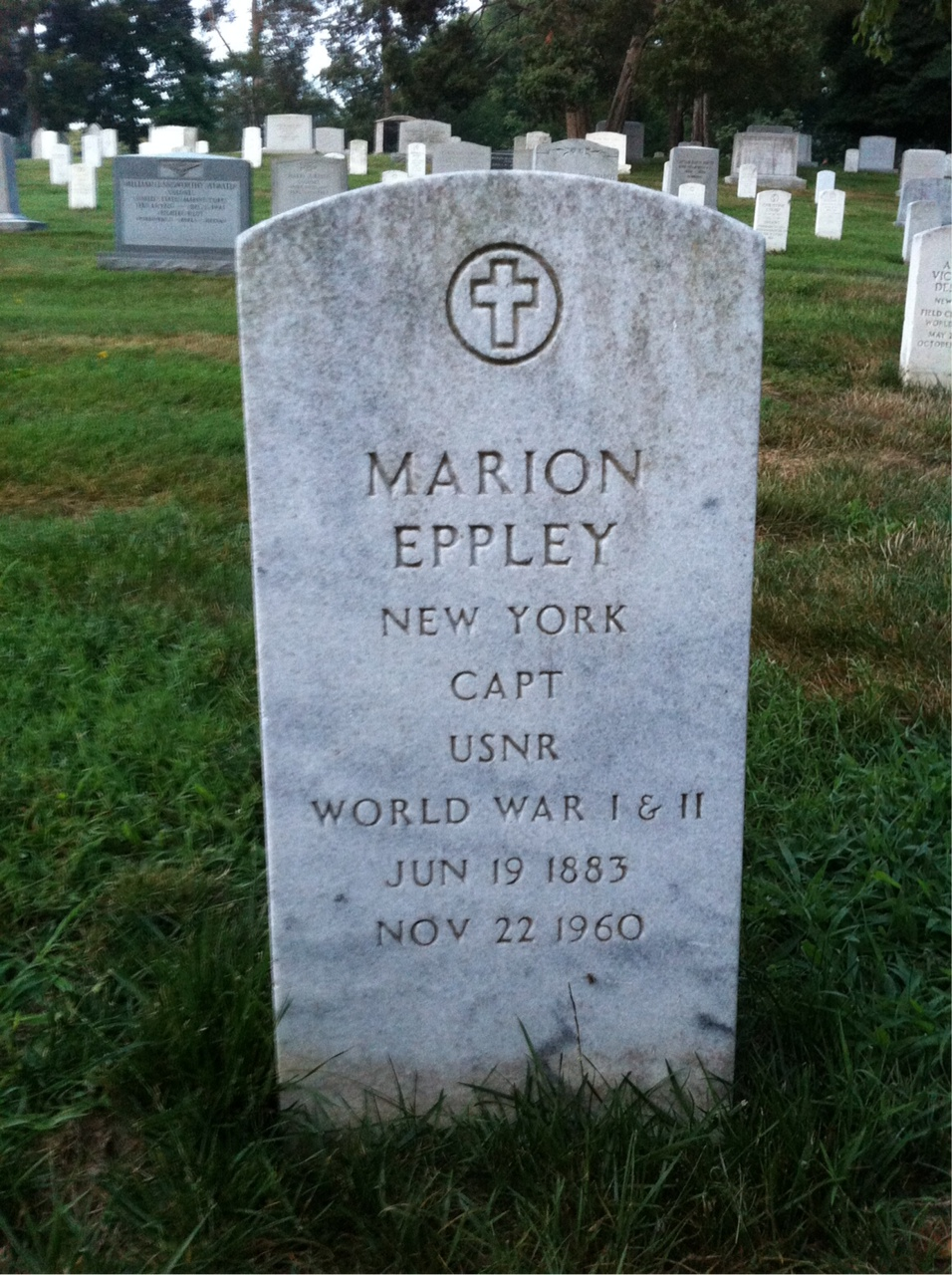
آرامگاه ماریون اپلی

ماریون اپلی (انگلیسی: Marion Eppley; ۱۹ ژوئن ۱۸۸۳ – ۲۲ نوامبر ۱۹۶۰) شیمی‌فیزیک‌دان و از اعضای انجمن فیزیک آمریکا بود.
وی همچنین برندهٔ جوایزی همچون عضو پیوسته انجمن مهندسان برق و الکترونیک شده‌است.